# Maniltoa browneoides
Maniltoa browneoides är en ärtväxtart som beskrevs av Hermann August Theodor Harms. Maniltoa browneoides ingår i släktet Maniltoa och familjen ärtväxter. Inga underarter finns listade i Catalogue of Life.